# Rostarzewo (przystanek kolejowy)

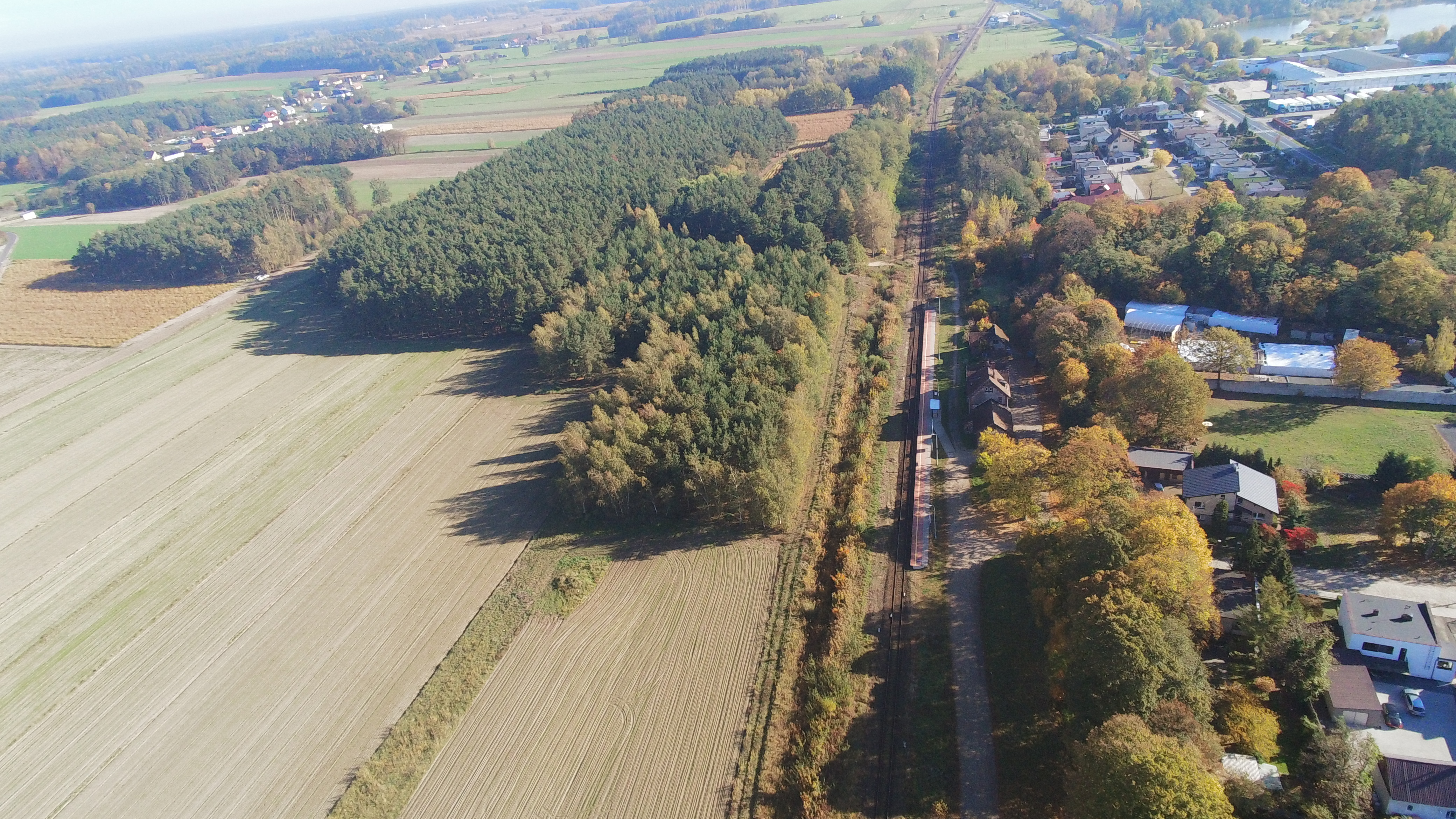
Zdjęcie z lotu ptaka

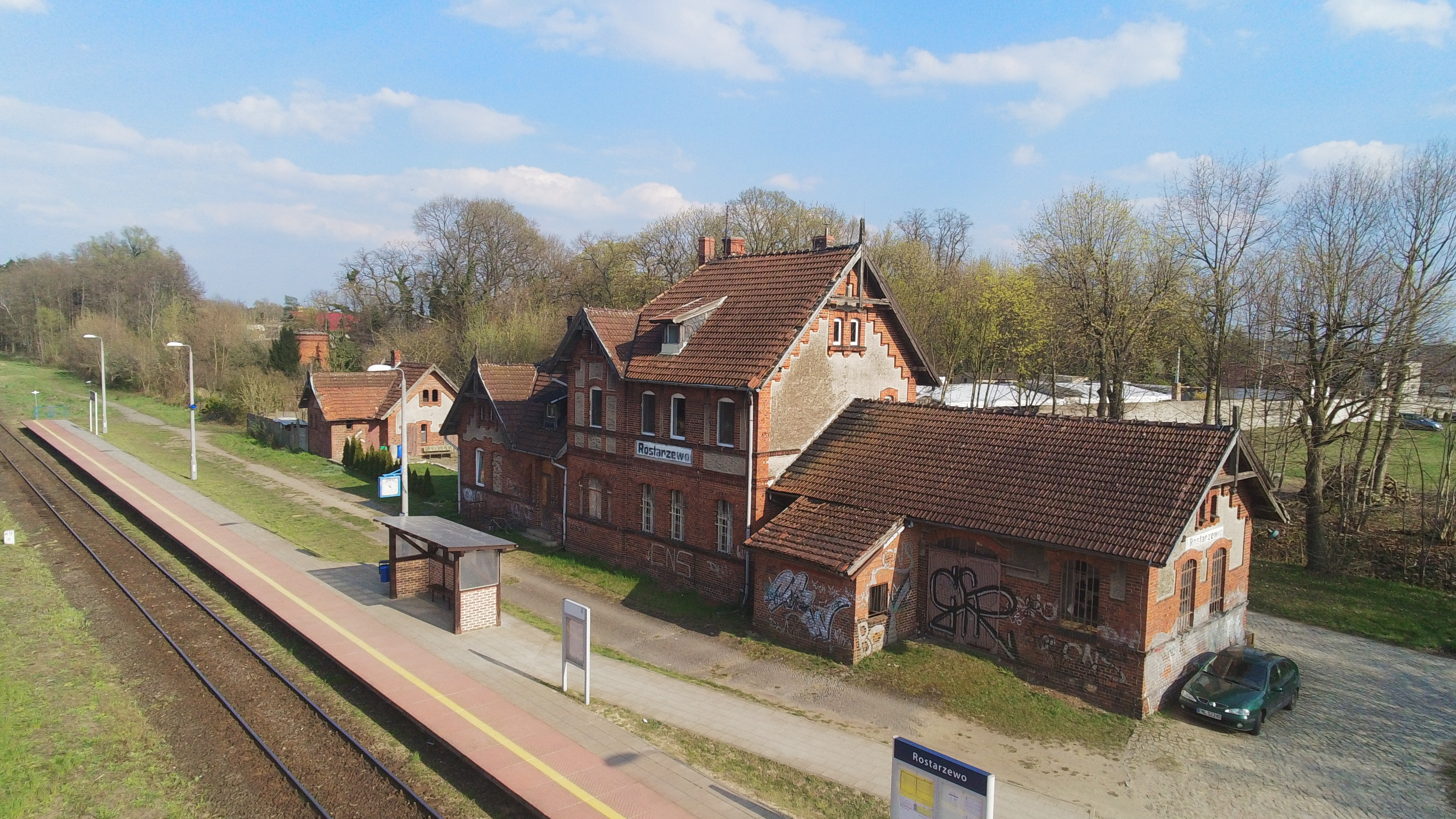
Rostarzewo przystanek kolejowy

Rostarzewo (niem. Rothenburg (Obra)) – przystanek kolejowy w Rostarzewie, w gminie Rakoniewice, w województwie wielkopolskim, przez który przebiega linia kolejowa nr 357. Na przystanku zatrzymują się pociągi kursujące pomiędzy Wolsztynem a Poznaniem.

## Ruch pasażerski
| Rok  | Wymiana pasażerska na dobę |
| ---- | -------------------------- |
| 2017 | 50-99                      |
| 2022 | 50-99                      |